# Ракояд
Ракояд (Esacus recurvirostris) е вид птица от семейство Burhinidae. Видът е почти застрашен от изчезване.

## Разпространение
Разпространен е в Бангладеш, Камбоджа, Китай, Индия, Иран, Лаос, Мианмар, Непал, Пакистан, Шри Ланка, Тайланд и Виетнам.